# Tiranet imberbe meridional
El tiranet imberbe meridional (Camptostoma obsoletum) és un ocell de la família dels tirànids (Tyrannidae).

## Hàbitat i distribució
Habita garrigues, bosc i clars de les terres baixes fins als 2000 m, des del sud-oest de Costa Rica, Panamà, incloent Coiba, Cébaco i Pearl Colòmbia, Veneçuela, Trinitat i Guaiana, cap al sud, per l'oest dels Andes, fins al centre del Perú i, a través de l'est de l'Equador, est del Perú, Brasil i Bolívia fins Paraguai i nord de l'Argentina.